# Tormenta subtropical Andrea (2007)
Tormenta Subtropical Andrea  se denomina a la primera tormenta y primer ciclón subtropical de la Temporada de huracanes del Atlántico de 2007. Se desarrolló en una zona de baja presión no tropical  el 9 de mayo a unos 240 km al noreste de Daytona Beach, Florida, tres semanas antes del inicio oficial de la temporada. Después de encontrar aire seco y viento vertical fuerte, Andrea se debilitó en una depresión subtropical el 10 de mayo mientras iba quedando casi formada, y el Centro Nacional de Huracán informó después del 11 de mayo. Andrea fue la primera tormenta de pretemporada en desarrollarse luego de la Tormenta Tropical Ana en abril de 2003. Además fue la primera tormenta del Atlántico en mayo desde la tormenta tropical Arlene en 1981.[1]
La tormenta produjo erosiones a lo largo de la línea costera de Florida a Carolina del Norte, causando erosiones en la playa. En algunas áreas, las olas erosionaron hasta 20 pies (6 m) de playa, dejando 70 casas en peligro de derrumbamiento. Carolina del Norte de costa afuera, olas altas de 34 pies (10 m) y vientos de fuerza de tormenta tropical averiaron tres barcas; su combinado nueve pasajeros estuvieron rescatados por el Guardia de Costa, a pesar de todo hubo daños leves. Ligero rainfall era también informado en algunas ubicaciones costeras. El daño era mínimo, pero seis personas inundadas a raíz de la tormenta.

## Historia meteorológica
A inicios de mayo, una vaguada de nivel superior cayó hacia el sur a través del océano Atlántico occidental, forzando un frente frío de movimientos suroeste al frente de una superficie de edificio al norte o nordeste hacia el sur. Varios días antes hubo simulacros de prevención, habían anticipado para la vaguada para evolucionar a una área de presión baja cerrada, y después del 6 de mayo, una vaguada frontal abajo con una grande circulación bien definida desarrolló aproximadamente 90 millas (140 km) este de Cabo Hatteras. la baja mantuvo convección esparcida alrededor de su centro de circulación, y conjuntamente con la presión alta fuerte a su lado del norte, una presión muy estancada gradiente vendaval producido-vientos de fuerza se acercan a la línea costera. La tormenta extratropical siguió moviéndose hacia el suroeste y más tarde giró al suroeste mientras iba firmemente profundizando; después del 7 de mayo, el ciclón tuvo menos fuerza en los vientos. Con una carencia de tropical moisture, su convección correspondiente era mínima y esparció.
El Centro Nacional de Huracán mencionó la posibilidad de ciclones tropicales después del 8 de mayo, mientras la tormenta estuvo localizada aproximadamente 230 millas (370 km) del este-al sureste de la Carolina del Sur líneas costeras. Su convección asociada firmemente había aumentado cuando siga despacio hacia el oeste en 5–10 mph (8–16 km/h). El sistema cambió poco en organización durante el día, aun así por la mañana siguiente, especialistas de huracanes indicaron que la baja adquiría características subtropicales cuando siga encima progresivamente aguas más tibias. Más o menos el 9 de mayo, un vuelo de Cazadores del Huracán al sistema reveló vientos de 45 mph (70 km/h) y un núcleo térmico plano, el cual indicó el sistema era núcleo cálido. Además, imágenes de satélite indicaron una consolidación de la convección cerca el centro, así como pistas de nivel superior y una contracción del radio con vientos máximos de más de 115 millas (185 km) a aproximadamente 70 millas (120 km). Basado en las observaciones y la estructura híbrida del sistema, el Centro de Huracán Nacional clasificado el sistema como la Tormenta subtropical Andrea en 15:00 UTC encima mayo 9 aproximadamente 150 millas (240 km) nordeste de Daytona Playa, Florida. Durante un análisis subsiguiente de la tormenta, los investigadores estimaron que la tormenta transicionó a un ciclón subtropical nueve horas más. Cuando Andrea desarrolló antes de que junio 1—el inicio tradicional de estaciones de huracán en el océano Atlántico— devenga la primera tormenta de pretemporada desde Tormenta Tropical Ana en abril 2003. Además, la tormenta era la primera tormenta nombrada Atlántica en mayo desde Tormenta Tropical Arlene en 1981.[1]

Una animación de satélite de la formación de Subtropical Tormenta Andrea, cuando visto en agua-imaginería de vapor

El principio de un ciclón subtropical, Andrea era embedded dentro de un grande, casi stationary profundo-capa trough, resultando en un movimiento hacia el oeste. Yendo a la deriva encima temperaturas de superficie del mar de ningún más de 77 ° F (25 °C), la organización del sistema deteriorado con una disminución significativa en convección. Por temprano encima mayo 10, mucho del tiempo asociado estuvo localizado al este del ciclón dentro de una banda de convección moderada debido a un #período breve de westerly viento vertical shear. El centro de circulación había devenido disorganized, con varias nubes pequeñas swirls dentro de la circulación más grande. Esta desorganización del centro, combinado con viento creciente shear y el aire seco que suprime convective actividad, lo causó para empezar debilitando más tarde que mañana. Por 1500 UTC el 10 de mayo, sólo unos cuantos thunderstorms quedó cerca el centro, y por ello el NHC downgraded Andrea a subtropical estado de depresión. Aunque unos cuantos intermitente thunderstorms persistió sobre el oriental semicircle, la depresión quedó disorganized y débil; el Centro de Huracán Nacional interrumpió advisories temprano encima mayo 11, después de que haya sido sin convección profunda significativa para 18 horas aproximadamente 80 millas (125 km) nordeste de Cabo Cañaveral, Florida.
Más tarde, el 11 de mayo, la convección volvió a encenderse en el centro a medida que el sistema se desplazaba hacia el sursureste, aunque carecía de suficiente organización para calificar como un ciclón tropical. El 12 de mayo la actividad de la lluvia se había organizado en gran medida al este del centro, y el Centro Nacional de Huracanes señaló que un pequeño aumento en la convección daría lugar a la formación de una depresión tropical. Acelerado al este-northeastward fuera de los Estados Unidos continentales sin redeveloping, y después de pasar sobre aguas más frescas, los restos de Andrea fusionaron con un frente de río el 14 de mayo 14.
Debido a áspero surf del precursor abajo, Servicio de Tiempo Nacional local las oficinas emitieron un Altos Surf Aconsejables para mucho del coastline de Florida a través de Carolina del Norte. A primero deviniendo un subtropical ciclón, el Centro de Huracán Nacional emitió un reloj de tormenta tropical de la boca del Altamaha Río en Georgia hacia el sur a Flagler Playa, Florida. El reloj estuvo interrumpido después de que Andrea debilitó a un subtropical depresión. Además, un aviso de vendaval estuvo emitido para mucho de la Carolina del Sur coastline.
Preparaciones
Debido al oleaje violento desde el precursor, las oficinas locales del Servicio Meteorológico Nacional emitieron un aviso de alto Surf para gran parte de la costa desde Florida hasta Carolina del Norte. Al convertirse por primera vez en un ciclón subtropical, el Centro Nacional de Huracanes emitió una alerta de tormenta tropical desde la desembocadura del río Altamaha en Georgia hacia el sur hasta Flagler Beach, Florida. El reloj se suspendió después de que Andrea se debilitó a una depresión subtropical. Además, se emitió una advertencia de vendaval en gran parte de la costa de Carolina del Sur.

## Impacto

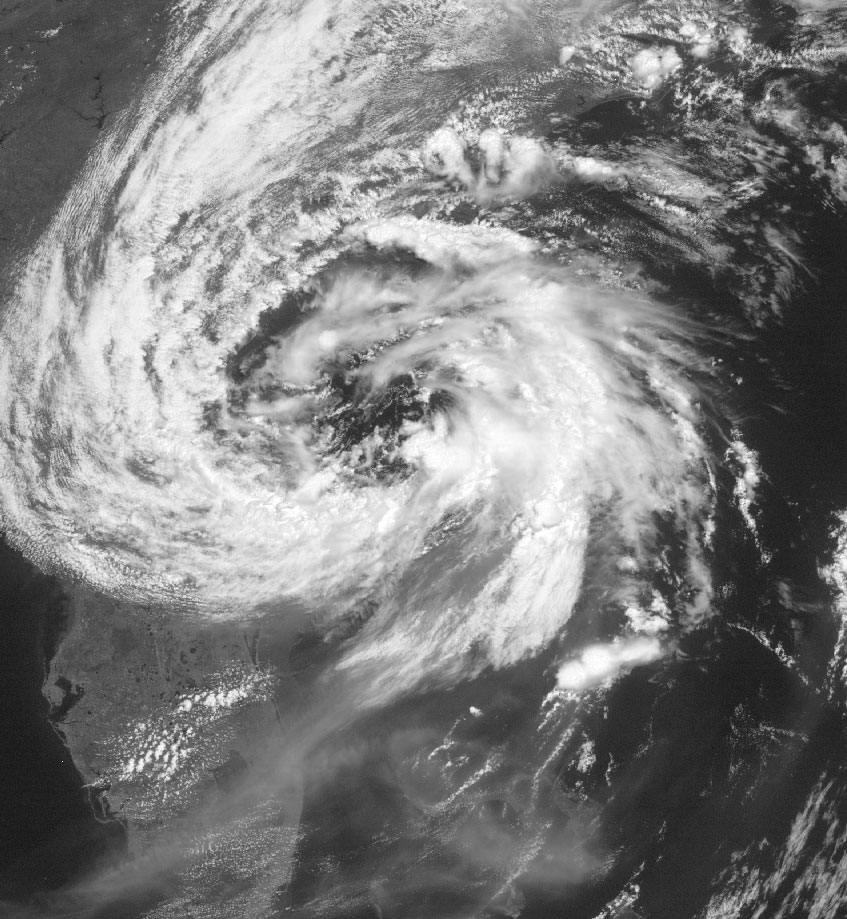
Subtropical Tormenta Andrea poco después siendo clasificado encima mayo 9

Con anterioridad a devenir un ciclón tropical, el vendaval abajo producido-vientos de fuerza y peligrosos surf acercarse la costa de Carolina del Norte a través de Georgia, y más tarde a lo largo de la costa de Florida. Las marejadas significativas eran también informadas en las Bahamas. Las olas erosión de playa causada y lavó arriba contra casas costeras a lo largo del al sureste costa de los Estados Unidos.

### Southeastern EE.UU.
De la costa de Carolina del Norte, la tormenta produjo 34-pies (10-m) olas y fuerza de tormenta vientos qué averiaron tres barcas; sus nueve pasajeros fueron rescatados por el Guardia de Costa. Todos los nueve tripulantes tuvieron heridas; tres hipotermia soportadas, uno recibió una costilla rota, y una Guarda Costa experimentó daños posteriores del surf. Otra barca y sus cuatro ocupantes estuvieron informados desaparecidos, y después de que doce días quedan perder. Olas ásperas del precursor abajo dejó dos kayakers desaparecido cercano Seabrook Isla, Carolina del Sur. Uno estuvo encontrado al día siguiente, y el otro estuvo encontrado muerto una semana más tarde.
Onshore, los vientos lograron 52 mph (84 km/h) en Norfolk, Virginia, con un informe oficioso de 57 mph (92 km/h) Virginia cercana Playa. Las observaciones similares ocurrieron a lo largo de los Bancos Exteriores, con los vientos que golpean algún árbol limbs a líneas de poder; algunos poder aislado outages estuvo informado. Daño de viento incluido algunos techos perdiendo shingles de los vientos. En Elizabeth Ciudad, Carolina del Norte, un exterior rainband cayó 0.5 pulgadas (10 mm) de precipitación en aproximadamente dos horas así como varias huelgas de relámpago; un tornillo de relámpago hirió dos bomberos. Los vientos con arena cubrieron porciones de carretera de Carolina del Norte 12, y para un día la ruta estuvo cerrada después de las olas de la tormenta lavaron fuera aproximadamente 200 pies (60 m) de roadway. En algunas ubicaciones, las olas erosionaron hasta 20 pies (6 m) de playa, dejando 70 casas en peligro inminente. En St. Simons Isla en Georgia, la tormenta produjo una marea de tormenta de 8.09 pies (2.43 m). Trace cantidades de rainfall ocurrido en el southeastern porción del estado.

### Florida
En Florida, olas de más de 3 m de altura volcaron un bote cerca a Lantana; los dos ocupantes fueron rescatados sin daño. Además, las olas desplazaron un velero que previamente había sido arrastrado a tierra en Juno Beach. Grandes olas inundaron una parcela de aparcamiento y destruyeron varias cercas y ramas de árboles en la playa de Jupiter, lo que resultó en su clausura temporal; cerca de allí fue destruido un cobertizo de mantenimiento. Ocho nidos de tortuga laúd en Boca Ratón fueron destruidos después de que las olas alcanzaran las dunas. Debido al gran oleaje, el muelle de la playa de Flagler Beach estuvo cerrado por un día. La erosión de menor a moderada ocurrida en la playa causó que el Departamento de Transporte de Florida rellene con arena las áreas cercanas al dique. Hubo una muerte, cuando un surfista se ahogó en las fuertes olas frente a la costa de New Smyrna Beach en el condado de Volusia. Exterior rainbands produjo ligero rainfall, con el informe más alto en el Jacksonville área de Servicio de Tiempo Nacional de responsabilidad totaling 0.77 pulgadas (20 mm); las bandas también fuerza de tormenta tropical causada viento gusts en la porción nororiental del estado. Los vientos humo extendido de fuegos de cepillo local a través del Tampa área de Bahía a Miami. Se informó que los fuertes vientos de Andrea avivaron el fuego de los incendios forestales que estaban sucediendo en el norte de Florida y el sur de Georgia.